# SuperLiga 2009 (Ameryka Północna)
SuperLiga 2009 – trzeci cykl rozgrywek pomiędzy meksykańskimi i amerykańskimi zespołami o prym w Ameryce Północnej – SuperLigi. Zespoły uczestniczące w tej edycji SuperLigi zostały do niej zaproszone według następujących zasad – z każdego kraju wystąpiły cztery najlepsze w ostatnim sezonie drużyny, które nie zakwalifikowały się jednak do Pucharu Mistrzów CONCACAF. W SuperLidze odbyły się dwie fazy – grupowa i pucharowa.
Sponsorami TV rozgrywek były Fox Sports World w Kanadzie, TeleFutura w USA oraz Televisa i TV Azteca w Meksyku.

## Zespoły
W SuperLidze 2009 wystąpiło 8 zespołów:
Z MLS
- Chicago Fire (3. miejsce w lidze w sezonie 2008)
- New England Revolution (4. miejsce w lidze w sezonie 2008)
- Chivas USA (5. miejsce w lidze w sezonie 2008)
- Kansas City Wizards (6. miejsce w lidze w sezonie 2008)

Z PD
- San Luis (1. miejsce w lidze w roku 2008)
- Santos Laguna (5. miejsce w lidze w roku 2008)
- Tigres UANL (7. miejsce w lidze w roku 2008)
- Atlas (8. miejsce w lidze w roku 2008)

## Faza grupowa

### Grupa A
| Zespół       | M | Z | R | P | B+ | B- | +/- | Pkt. |
| ------------ | - | - | - | - | -- | -- | --- | ---- |
| Tigres UANL  | 3 | 2 | 0 | 1 | 5  | 5  | 0   | 6    |
| Chicago Fire | 3 | 2 | 0 | 1 | 3  | 2  | 1   | 6    |
| San Luis     | 3 | 1 | 1 | 1 | 4  | 3  | 1   | 4    |
| Chivas USA   | 3 | 0 | 1 | 2 | 2  | 4  | −2  | 1    |

| 20 czerwca 2009 20:00 EDT | Chicago Fire · Brian McBride 57' | 1:0(0:0)raport | San Luis | Toyota Park, Bridgeview Widzów: 8421 Sędzia: Silviu Petrescu (Kanada) |
|                           |                                  |                |          |                                                                       |

| 20 czerwca 2009 22:00 EDT | Chivas USA · Michael Lahoud 55' | 1:2(0:1)raport | Tigres UANL · Armando Pulido 11' · Jesús Dueñas 82' | The Home Depot Center, Carson Widzów: 11 197 Sędzia: Walter Quesada Cordero (Kostaryka) |
|                           |                                 |                |                                                     |                                                                                         |

| 23 czerwca 2009 20:00 EDT | Chicago Fire · Justin Mapp 35' | 1:0(1:0)raport | Chivas USA | Toyota Park, Bridgeview Widzów: 9126 Sędzia: Mark Geiger (Stany Zjednoczone) |
|                           |                                |                |            |                                                                              |

| 23 czerwca 2009 22:00 EDT | San Luis · Braulio Luna 55' · José Rodolfo Reyes 56' · José Rodolfo Reyes 76' | 3:1(0:0)raport | Tigres UANL · Juan Pablo García 74' | Toyota Park, Bridgeview Widzów: 9126 Sędzia: Ricardo Arellano (Meksyk) |
|                           |                                                                               |                |                                     |                                                                        |

| 27 czerwca 2009 20:00 EDT | Chicago Fire · Cuauhtémoc Blanco 85' (k.) | 1:2(0:1)raport | Tigres UANL · Armando Pulido 37' · Armando Pulido 61' | Toyota Park, Bridgeview Widzów: 9157 Sędzia: Kevin Thomas (Jamajka) |
|                           |                                           |                |                                                       |                                                                     |

| 27 czerwca 2009 22:00 EDT | Chivas USA · Atiba Harris 89' | 1:1(0:0)raport | San Luis · Alfredo Moreno 54' (k.) | The Home Depot Center, Carson Widzów: 7411 Sędzia: Luis de la Rosa (Panama) |
|                           |                               |                |                                    |                                                                             |

### Grupa B
| Zespół                 | M | Z | R | P | B+ | B- | +/- | Pkt. |
| ---------------------- | - | - | - | - | -- | -- | --- | ---- |
| New England Revolution | 3 | 2 | 1 | 0 | 6  | 3  | 3   | 7    |
| Santos Laguna          | 3 | 1 | 1 | 1 | 5  | 5  | 0   | 4    |
| Atlas                  | 3 | 0 | 2 | 1 | 0  | 1  | −1  | 2    |
| Kansas City Wizards    | 3 | 0 | 2 | 1 | 2  | 4  | −2  | 2    |

| 21 czerwca 2009 16:30 EDT | Kansas City Wizards | 0:0(0:0)raport | Atlas | Hermann Stadium, Saint Louis Widzów: 5278 Sędzia: Joel Aguilar (Salwador) |
|                           |                     |                |       |                                                                           |

| 21 czerwca 2009 18:30 EDT | New England Revolution · Jeff Larentowicz 38' · Kenny Mansally 60' · Jay Heaps 63' · Mkhokheli Dube 82' | 4:2(1:0)raport | Santos Laguna · Matías Vuoso 51' · Juan Pablo Rodríguez 55' | Gillette Stadium, Foxborough Widzów: 9512 Sędzia: Courtney Campbell (Jamajka) |
|                           | |                |                                                             |                                                                               |

| 24 czerwca 2009 19:00 EDT | New England Revolution · Mkhokheli Dube 46'+ | 1:1(1:0)raport | Kansas City Wizards · Darrius Barnes 85' (sam.) | Gillette Stadium, Foxborough Widzów: 5378 Sędzia: Jorge Gonzalez (Stany Zjednoczone) |
|                           |                                              |                |                                                 |                                                                                      |

| 24 czerwca 2009 21:00 EDT | Santos Laguna | 0:0(0:0)raport | Atlas | Gillette Stadium, Foxborough Widzów: 5378 Sędzia: Erim Ramírez Ulloa (Meksyk) |
|                           |               |                |       |                                                                               |

| 28 czerwca 2009 16:30 EDT | New England Revolution · Abdoulie Mansally 32' | 1:0(1:0)raport | Atlas | Gillette Stadium, Foxborough Widzów: 7411 Sędzia: Ricardo Cerdas (Kostaryka) |
|                           |                                                |                |       |                                                                              |

| 28 czerwca 2009 18:30 EDT | Kansas City Wizards · Claudio López 80' | 1:3(0:0)raport | Santos Laguna · Agustín Herrera 61' · Matías Vuoso 74' · Juan Pablo Rodríguez 90'+ | CommunityAmerica Ballpark, Kansas City Widzów: 10 385 Sędzia: José Molina (Honduras) |
|                           |                                         |                |                                                                                    |                                                                                      |

## Faza pucharowa
|  |                        |                        |             |                         |       |              |              |       |
|  | Półfinał               | Półfinał               | Półfinał    |                         |       | Finał        | Finał        | Finał |
|  | Półfinał               | Półfinał               | Półfinał    |                         |       | Finał        | Finał        | Finał |
|  | 15 lipca – Foxborough  |                        |             |                         |       |              |              |       |
|  |                        |                        |             |                         |       |              |              |       |
|  | New England Revolution | New England Revolution | 1           |                         |       |              |              |       |
|  | New England Revolution | New England Revolution | 1           | 5 sierpnia – Bridgeview |       |              |              |       |
|  | Chicago Fire           | Chicago Fire           | 2           |                         |       |              |              |       |
|  | Chicago Fire           | Chicago Fire           | 2           |                         |       | Chicago Fire | Chicago Fire | 1 (3) |
|  | 15 lipca – Foxborough  |                        |             |                         |       | Chicago Fire | Chicago Fire | 1 (3) |
|  |                        |                        | Tigres UANL | Tigres UANL             | 1 (4) |              |              |       |
|  | Tigres UANL            | Tigres UANL            | Tigres UANL | Tigres UANL             | 1 (4) | 3            |              |       |
|  | Tigres UANL            | Tigres UANL            |             |                         |       |              |              |       |
|  | Santos Laguna          | Santos Laguna          | 2           |                         |       |              |              |       |
|  | Santos Laguna          | Santos Laguna          | 2           |                         |       |              |              |       |

### Półfinały
| 15 lipca 2009 19:00 EDT | New England Revolution · Edgaras Jankauskas 44' | 1:2(1:1)raport | Chicago Fire · Brian McBride 34' · Cuauhtémoc Blanco 63' | Gillette Stadium, Foxborough Widzów: 7215 Sędzia: Paul Ward (Kanada) |
|                         |                                                 |                |                                                          |                                                                      |

| 15 lipca 2009 21:00 EDT | Tigres UANL · Jesús Molina 3' · Francisco Fonseca 19' · Itamar Batista 83' | 3:2(2:1)raport | Santos Laguna · Carlos Quintero 27' · Francisco Javier Torres 90'+ | Gilette Stadium, Foxborough Widzów: 7215 Sędzia: Jamie Gardano (Meksyk) |
|                         |                                                                            |                |                                                                    |                                                                         |

### Finał
| 5 sierpnia 2009 20:00 EDT                                                    | Chicago Fire · Patrick Nyarko 10' | 1:1, po dogrywce k. 3:4(1:1, 1:1)raport                                            | Tigres UANL · Itamar Batista 43' | Toyota Park, Bridgeview Widzów: 20 000 Sędzia: Joel Aguilar (Salwador) |
|                                                                              |                                   |                                                                                    |                                  |                                                                        |
|                                                                              |                                   | Rzuty karne                                                                        |                                  |                                                                        |
| Cuauhtémoc Blanco · Mike Banner · Chris Rolfe · Justin Mapp · Daniel Woolard |                                   | Gastón Fernández · Manuel Viniegra · Lucas Ayala · Armando Pulido · Itamar Batista |                                  |                                                                        |

## Strzelcy
- 3 gole
  -  Armando Pulido (Tigres UANL)

- 2 gole
  -  Itamar Batista (Tigres UANL)
  -  Cuauhtémoc Blanco (Chicago Fire)
  -  Mkhokheli Dube (New England Revolution)
  -  Abdoulie Mansally (New England Revolution)
  -  Brian McBride (Chicago Fire)
  -  José Rodolfo Reyes (San Luis)
  -  Juan Pablo Rodríguez (Santos Laguna)
  -  Matías Vuoso (Santos Laguna)

- 1 gol
  -  Jesús Dueñas (Tigres UANL)
  -  Juan Pablo García (Tigres UANL)
  -  Atiba Harris (Chivas USA)
  -  Jay Heaps (New England Revolution)
  -  Agustín Herrera (Santos Laguna)
  -  Francisco Fonseca (Tigres UANL)
  -  Edgaras Jankauskas (New England Revolution)
  -  Michael Lahoud (Chivas USA)
  -  Jeff Larentowicz (New England Revolution)
  -  Claudio López (Kansas City Wizards)
  -  Braulio Luna (San Luis)
  -  Justin Mapp (Chicago Fire)
  -  Jesús Molina (Tigres UANL)
  -  Alfredo Moreno (San Luis)
  -  Patrick Nyarko (Chicago Fire)
  -  Carlos Quintero (Santos Laguna)
  -  Francisco Javier Torres (Santos Laguna)

- gol samobójczy
  -  Darrius Barnes (dla Kansas City Wizards)